# 聖誕火腿

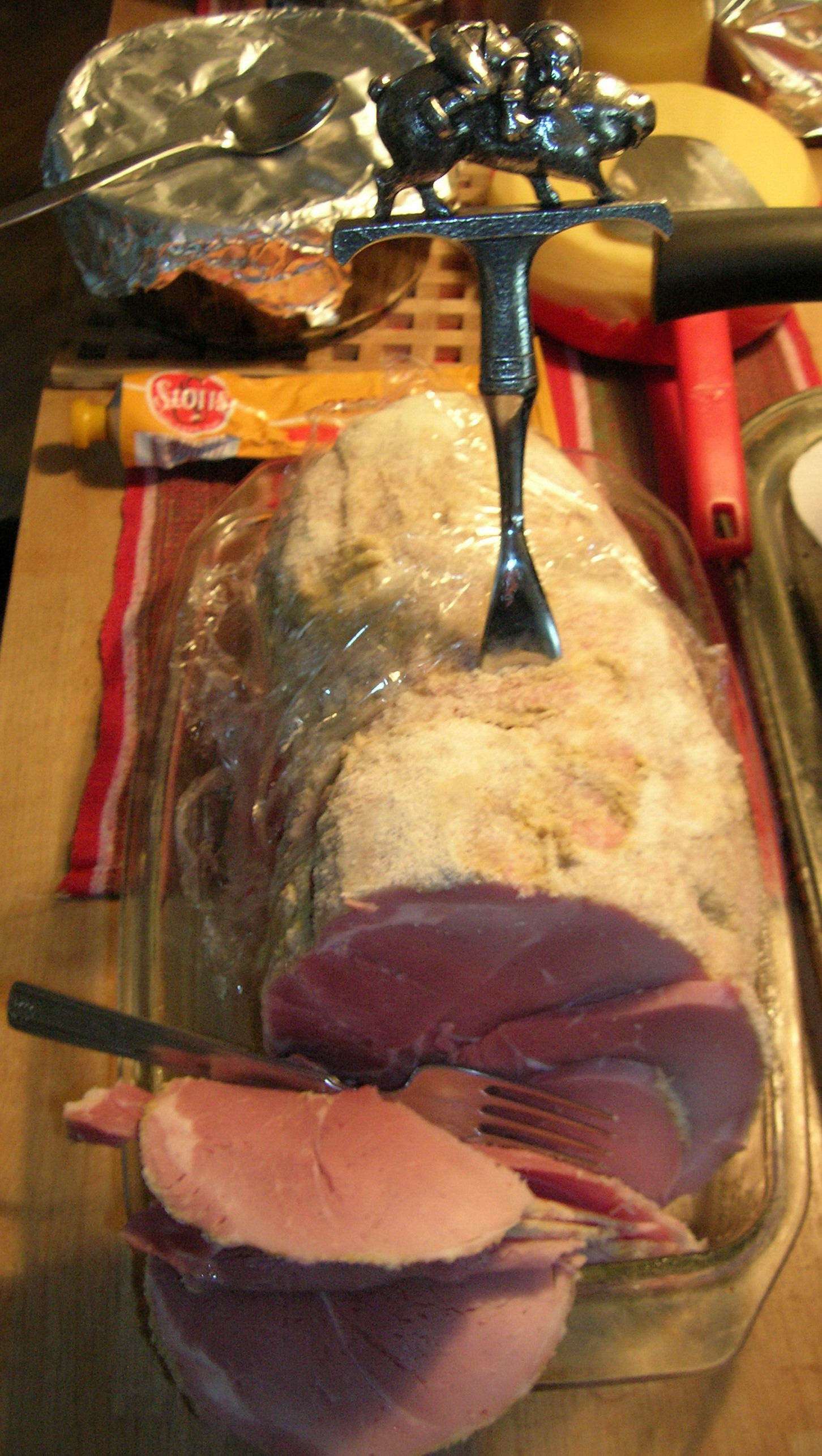
瑞典傳統的聖誕火腿

在北歐和盎格魯文化圈，聖誕節火腿 (或者 Yule ham ）是一道經常在聖誕晚餐出現的美食。 據說食用火腿的傳統是從異教在豐收祭典的獻祭儀式演變而來，祭典期間異教徒們會殺一頭野豬獻給弗雷。 基督教傳統則源自聖斯德望日。

## 瑞典傳統
餐桌中間的冷肉拼盤是瑞典聖誕節的傳統自助餐（耶誕節時稱"julbord"）是用聖誕節的大火腿製成（已經煮或烤過的醃製火腿，然后再塗上蛋液，麵包屑和芥末，在烤箱裡烤至焦黃）。

## 澳洲傳統

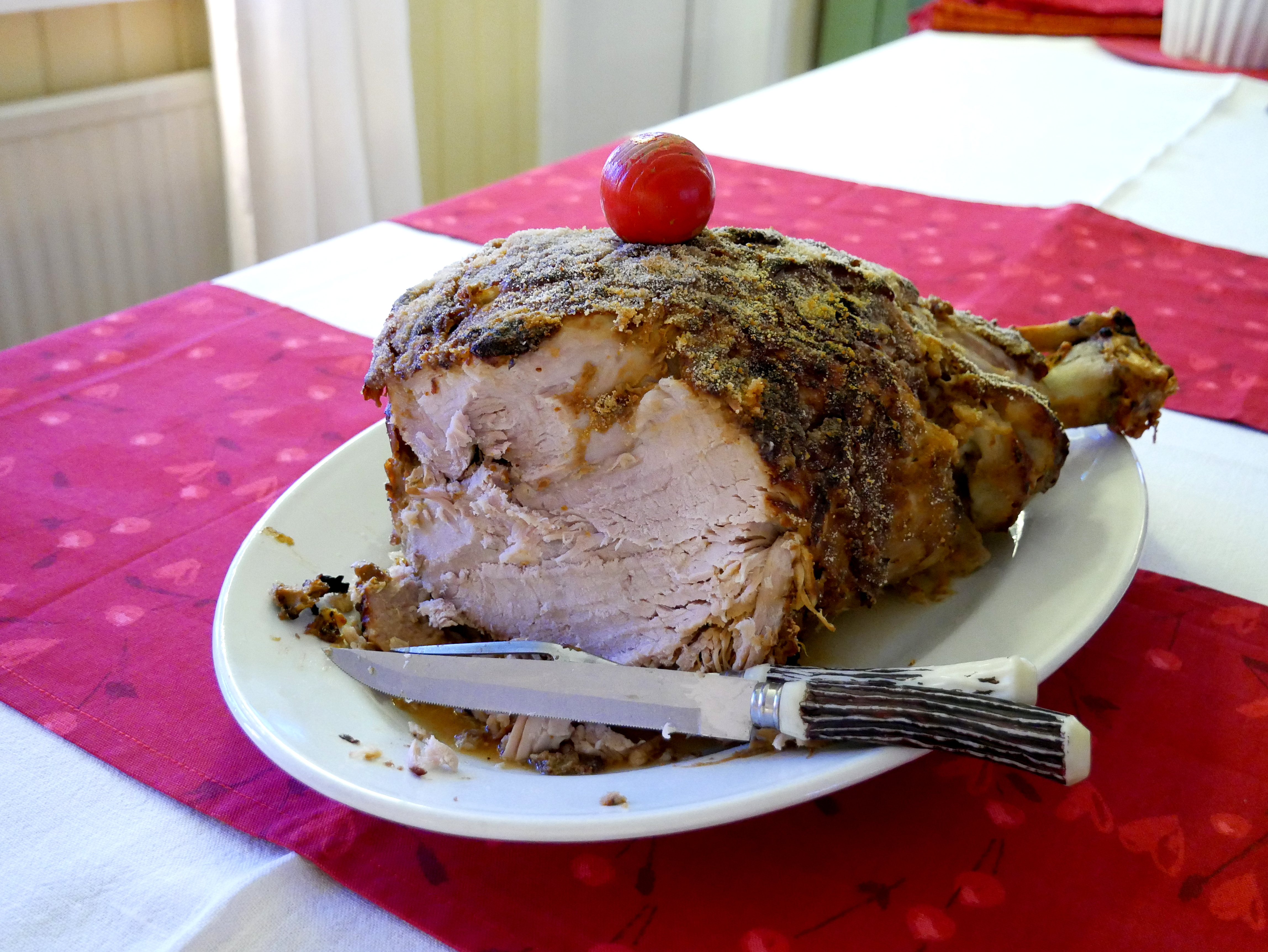
芬蘭式的聖誕節火腿

火腿在澳洲是聖誕節的傳統菜色。 澳洲各地有很多不同的煮法和吃法，許多家庭有自己的的火腿秘方，因此成為聖誕午餐或晚餐的一大特色。
澳洲的聖誕節是初夏時節，很多人不再準備熱騰騰的傳統烤肉晚餐，而是用冷的火雞配火腿、海鲜、沙拉等代替。 此外，聖誕節剩下的火腿等剩菜，常常冷凍起來，在夏季結束時做成湯或其它菜餚。